# Port lotniczy Kazarman
Port lotniczy Kazarman – krajowy port lotniczy położony we wsi Kazarman, siedzibie administracyjnej rejonu Toguztoro, w obwodzie dżalalabadzkim w zachodnim Kirgistanie. 